# Palazzo Acerbi (Mantova)
Palazzo Acerbi è un palazzo storico di Mantova ed è situato in piazza Sordello.

## Storia e descrizione
Il palazzo prende il nome dalla nobile famiglia Acerbi, prima proprietaria dell'edificio.
Del complesso fanno parte:
- Palazzo Cadenazzi-Risi
- Torre della Gabbia
- Cappella Bonacolsi

Il palazzo venne abitato da Luigi I Gonzaga, primo capitano del popolo di Mantova.

## Note

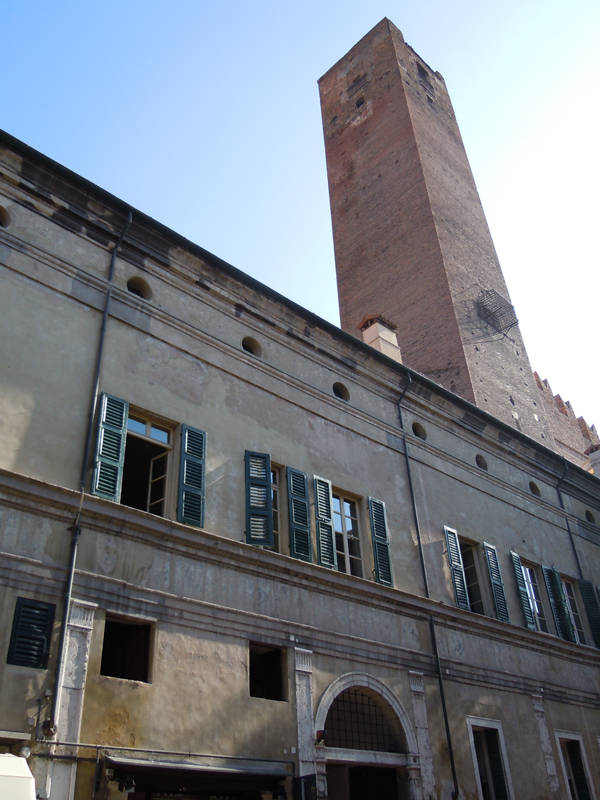
Mantova, via Cavour, Palazzo Cadenazzi e Torre della Gabbia